# Charles Simonyi
Charles Simonyi (* 10. September 1948 als Károly Simonyi in Budapest) ist ein ungarisch-amerikanischer Informatiker. Er ist als Vater der sogenannten Ungarischen Notation bekannt geworden, einer Konvention zur Benennung von Variablen. Später war er führend an der Entwicklung mehrerer Office-Programme von Microsoft beteiligt. Schlagzeilen machte er auch mit seinen Flügen als Weltraumtourist zur Internationalen Raumstation (ISS) im April 2007 und März 2009.

## Ausbildung
Charles Simonyi wurde 1948 in Ungarn als Sohn von Károly Simonyi (1916–2001; Professor für Elektrotechnik und Verfasser der Standardwerke Theoretische Elektrotechnik und Kulturgeschichte der Physik) geboren. 1966 wanderte er aus Ungarn aus. Zunächst kam er nach Dänemark, arbeitete eineinhalb Jahre als Programmierer in einem Rechenzentrum in Kopenhagen und siedelte schließlich in die Vereinigten Staaten über. Er studierte an der University of California, Berkeley (UCB) Technische Mathematik und erwarb 1972 einen Bachelor.
Danach folgte Simonyi seinem ehemaligen UCB-Professor Butler W. Lampson vorübergehend zur Berkeley Computer Corporation, bis beide schließlich eine Anstellung im Forschungslabor des Kopiererherstellers Xerox im kalifornischen Palo Alto (Xerox PARC) fanden. Zusammen mit Lampson als dem leitenden Wissenschaftler des Computer Science Laboratory entwickelte Simonyi 1974 das Textverarbeitungsprogramm Bravo. Dieser Editor lief auf dem Xerox-eigenen Alto-Computer und bot erstmals WYSIWYG-Fähigkeiten. Mit Bravo konnte Text erfasst und bearbeitet und vor dem Druck als Grafik auf dem Bildschirm angezeigt werden.
Neben seiner Xerox-Tätigkeit setzte Simonyi sein Studium fort. An der Stanford University belegte er das Fach Informatik und promovierte 1977. Seine Dissertation behandelte die von ihm entwickelte Metaprogrammierung. Damit sollte die Entwicklung von Computerprogrammen effektiver gestaltet werden, indem sich Teile der Software selbst schreiben.
Simonyi blieb noch einige Jahre bei Xerox, bevor er 1981 zu dem noch jungen Softwareunternehmen Microsoft wechselte. IBM hatte gerade seinen ersten eigenen Personal Computer vorgestellt, der mit dem Betriebssystem MS-DOS von Microsoft ausgestattet war. Simonyi nahm im Jahr darauf die US-Staatsbürgerschaft an und baute bei Microsoft die Entwicklergruppe für Anwendungsprogramme auf. Unter seiner Leitung entstanden unter anderem die ersten Versionen der Tabellenkalkulationen Multiplan und Excel sowie die Textverarbeitung Word.
Ab 1991 baute Simonyi mit Microsoft Research die weltweit erste Abteilung einer Softwarefirma auf, die ihre eigene Grundlagenforschung betreibt und heute 700 Mitarbeiter hat. Hier befasste er sich mit seinem Konzept der Intentionalen Programmierung. 2002 verließ er den Konzern und gründete das Unternehmen Intentional Software, um die Idee der intentionalen Programmierung zu verwirklichen.
Im Mai 1995 spendete Simonyi der Universität Oxford einen Betrag von 1,5 Millionen Pfund zur Gründung eines Lehrstuhls. Dieser soll dazu beitragen, das wissenschaftliche Verständnis der Öffentlichkeit innerhalb und außerhalb der Hochschule zu erweitern. Auf Wunsch Simonyis sollte Richard Dawkins diese am Museum für Naturgeschichte beheimatete Professur annehmen. Bis zu seinem Ausscheiden im Jahr 2008 trug der britische Zoologe den Titel „Charles Simonyi Professor of Public Understanding of Science“.
Ebenfalls 2008 wurde Simonyi in die American Academy of Arts and Sciences gewählt.

## Weltraumtourist
Im April 2006 kündigte Simonyi sein Vorhaben an, als Weltraumtourist zur Internationalen Raumstation (ISS) fliegen zu wollen. Er startete am 7. April 2007 an Bord von Sojus TMA-10 und landete nach zweiwöchigem Aufenthalt auf der ISS am 21. April 2007 mit dem Raumschiff Sojus TMA-9.
Der Start zu seiner zweiten Weltraumreise mit der Sojus TMA-14 war am 26. März 2009. Damit war Simonyi der erste Weltraumtourist, der einen zweiten Flug durchführte. Die Landung erfolgte am 8. April 2009 mit Sojus TMA-13.

## Privates
Simonyi hatte seit den 1990er Jahren eine Beziehung mit Martha Stewart, heiratete im November 2008 aber die deutlich jüngere Schwedin Lisa Persdotter (28).
Er hat zwei Töchter.
Auf der Weltrangliste der Milliardäre des Forbes Magazine nahm er 2008 Platz 1014 ein. 2019 erreichte er mit einem geschätzten Vermögen von 3,5 Milliarden US-Dollar den Platz 775.